# Chanchullo
Albums de Rubén González
Introducing... Rubén González
(1997)
Chanchullo est un album de musique cubaine enregistré de 1997 à 2000 à La Havane à Cuba et à Londres au Royaume-Uni par le pianiste cubain Rubén González.
L'album porte le nom du danzón-mambo Chanchullo composé par le contrebassiste Israel "Cachao" López en 1957, retravaillé en 1962 par Tito Puente sous le titre Oye cómo va, repris et popularisé par le groupe de rock Santana en 1970. 

## Historique

### Enregistrement et production
L'album Chanchullo est enregistré de 1997 à 2000 aux studios Egrem à La Havane à Cuba et aux studios Angel de Londres par le pianiste Rubén González accompagné par un groupe incluant, entre autres, Orlando 'Cachaíto' López (contrebasse), Amadito Valdés (timbales), Roberto García (bongos) et Manuel 'Guajiro' Mirabal à la trompette comme sur son disque précédent,, plus Eliades Ochoa à la guitare acoustique, Papi Oviedo au tres et Ibrahim Ferrer au chant,.
Il est produit par Nick Gold, fondateur et directeur du label World Circuit Recordset enregistré par Jerry Boys,.

### Publication
L'album sort en disque vinyle et en disque compact le 25 septembre 2000 sous la référence WCD060 sur le label britannique World Circuit Records fondé par Nick Gold,et sur plusieurs autres labels comme Nonesuch et Corason.

## Accueil critique
Le site AllMusic attribue 4 étoiles à l'album Chanchullo. La critique musicale Stacia Proefrock d'AllMusic estime que « Bien que peut-être un peu plus décousu et moins concentré que son premier album solo Introducing... Rubén González, cet album présente néanmoins quelques beaux arrangements au piano soutenus par de douces percussions cubaines. Gonzalez est un musicien extrêmement fluide et ses improvisations parfois complexes semblent toujours se dérouler sans accroc, ce qui est étonnant compte tenu du fait qu'il est octogénaire ».

## Liste des morceaux
L'album comprend les onze morceaux suivants, :
| 1.    | Chanchullo              | Israel "Cachao" Lopez                         | 5:12 |
| 2.    | De Una Manera Espantosa | Arsenio Rodríguez                             | 4:19 |
| 3.    | La Lluvia               | Miguel "Angá" Diaz / Rubén González           | 5:19 |
| 4.    | Central Constancia      | Enrique Jorrín                                | 5:57 |
| 5.    | Quizás, Quizás          | Joe Davis, Osvaldo Farrés, Oscar Iván Treviño | 2:30 |
| 6.    | Choco's Guajira         | Chocolate Armenteros                          | 6:52 |
| 7.    | Si Te Contará           | Félix Reina                                   | 1:29 |
| 8.    | El Bodeguero            | Richard Egües                                 | 5:13 |
| 9.    | Isora Club              | Cachao, Coralia Lopez                         | 5:36 |
| 10.   | Rico Vacilón            |                                               | 4:13 |
| 11.   | Pa' Gozar               | Tata Güines                                   | 4:30 |
| 51:04 |                         |                                               |      |

## Musiciens
- Rubén González : piano
- Eliades Ochoa : guitare acoustique
- Papi Oviedo : tres
- Orlando "Cachaíto" López : contrebasse
- Manuel "Guajiro" Mirabal : trompette
- Roberto García : bongos, güiro, sonnaille
- Amadito Valdés : timbales
- Angel Terry, Miguel "Angá" Díaz : congas
- Alberto "Virgilio" Valdés : maracas
- Alejandro Pichardo Perez : güiro
- Richard Egües, Joaquín Oliveiras : flûte
- Javier Zalba : saxophone
- Jesús "Aguaje" Ramos : trombone
- Lázaro Ordóñez Enriquez : violon
- Cheikh Lô, Ibrahim Ferrer, Jesús "Aguaje" Ramos, Lázaro Villa : chant